# Pseudothyridium widenti
Pseudothyridium widenti är en skalbaggsart som beskrevs av Soula 2002. Pseudothyridium widenti ingår i släktet Pseudothyridium och familjen Rutelidae. Inga underarter finns listade i Catalogue of Life.